# Karl Belding
Karl Belding, född 12 april 1897 i Fahrland, Potsdam, död 1 juli 1934 i Breslau, var en tysk SA-Standartenführer som mördades i samband med de långa knivarnas natt.

## Biografi
Under andra hälften av 1920-talet inträdde Belding i Nationalsocialistiska tyska arbetarepartiet (NSDAP) och Sturmabteilung (SA). I början av 1933 tillhörde han SA-Motorbrigade Berlin-Brandenburg. Senare samma år ställde SA-Gruppenführer och tillika chefen för SA-Gruppe Berlin-Brandenburg Karl Ernst Belding till SS-chefens i Berlin Kurt Dalueges förfogande.
Belding och kollegan Reinhard Nixdorf misstänktes i juni 1934 för ett förment attentat mot Heinrich Himmler i Schorfheide och fördes till Breslau. I samband med de långa knivarnas natt, då Adolf Hitler lät rensa ut SA:s ledarskikt, sköts Belding ihjäl utanför Breslau.